# Ciclasomatíneos
Os ciclasomatíneos (Cichlasomatinae) é das subfamílias de peixes da família dos ciclídeos. Inclui todas os gêneros nativos das ilhas do Caribe, (Cuba e Hispaniola), do Texas, Mexico e América Central, e muitos da América do Sul (As outras subfamílias sulamericanas são Astronotinae, Cichlinae, Geophaginae e Retroculinae). A subfamília Cichlasomatinae é dividida em três tribos: Acaroniini, Cichlasomatini e Heroini.

## Tribos e gêneros

### Acaronia
- Acaronia

### Cichlasomatini
- Aequidens
- Andinoacara
- Bujurquina
- Cichlasoma
- Hypsophrys
- Krobia
- Laetacara
- Nannacara
- Tahuantinsuyoa

### Heroini
- Amatitlania
- Amphilophus
- Archocentrus
- Caquetaia
- Cleithracara
- Cryptoheros
- Guianacara
- Herichthys
- Heroina
- Heros
- Herotilapia
- Hoplarchus
- Hypselecara
- Mesonauta
- Nandopsis
- Parachromis
- Paraneetroplus
- Petenia
- Pterophyllum
- Rocio
- Symphysodon
- Tahuantinsuyoa
- Theraps
- Thorichthys
- Tomocichla
- Uaru
- Vieja